# Franz Horch
Franz Jakob Horch, auch Franz Jacob Horch (* 21. Januar 1901 in Wien, Österreich-Ungarn; † 14. Dezember 1951 in New York City, Vereinigte Staaten), war ein österreichischer Dramaturg und Literaturagent.

## Leben

### In Österreich und Deutschland
Horch, Sohn eines Generalkonsuls und Generaldirektors, studierte zu Beginn der 1920er Jahre in seiner Heimatstadt Theaterwissenschaft und wurde mit einer Dissertation zur Geschichte des Wiener Burgtheaters zum Doktor der Philosophie promoviert. 1925 erschien im Österreichischen Bundesverlag Horchs Arbeit unter dem Titel Das Burgtheater unter Laube und Wilbrandt. Noch während seines Studiums lernte er das Theaterwesen ganz praktisch an einer Wanderbühne Friedrich Rosenthals kennen.
Mit 23 Jahren wurde Horch Dramaturg und stellvertretender Direktor der Wiener Kammerspiele und blieb es bis 1926. Noch im selben Jahr holte ihn Max Reinhardt als Dramaturg an das Theater in der Josefstadt und 1929 auch an das gleichfalls von ihm geleitete Deutsche Theater Berlin. Dort blieb Horch bis 1932. In diesem Jahr verpflichtete ihn der Wiener Paul Zsolnay Verlag als Leiter der eigenen Bühnenvertriebsabteilung. 1937 veröffentlichte er ein Buch über Paula Wessely unter dem Titel Paula Wessely. Der Weg einer Wienerin.

### Im Exil
Nach der Annexion Österreichs im März 1938 floh Horch zunächst in die Schweiz (Zürich). Seit November 1938 lebte er in New York. Dort knüpfte Horch an die Kontakte zu deutschsprachigen Schriftstellern, die er einst in Berlin und Wien kennengelernt hatte, an und wurde deren Agent in den USA. Zu seinen Klienten zählten u. a. Heinrich Mann und Klaus Mann. Weitere von Horch vertretene Literaten waren Franz Werfel, Ferenc Molnár und Upton Sinclair. Mit Alma Mahler-Werfel verband ihn eine Freundschaft. Im Herbst 1945 heiratete Horch dort die zwölf Jahre ältere Theaterregisseurin Maria Gutmann (1889–1963).
Franz Horch starb überraschend im Alter von nur 50 Jahren in New York.